# 田尻稲雄
田尻 稲雄（たじり いなお、1948年5月20日 - ）は、日本の実業家。メディカルシステムネットワーク創業者・代表取締役社長。北海道バーバリアンズ設立者。北海道ラグビーフットボール協会会長。

## 人物・来歴
北海道小樽市出身。北海道小樽潮陵高等学校を経て、小樽商科大学卒業。1974年一の山形薬業入社。1981年メディカル山形薬品入社。1989年メディカル山形薬品代表取締役社長。1991年親会社・秋山愛生舘の取締役に就任。
1999年秋野治郎、沖中恭幸とメディカルシステムネットワークを設立し、代表取締役社長に就任。医薬品ネットワークの整備等を進め、2010年には東京証券取引所一部上場を実現。また、高校の友人5人と社会人ラグビークラブの北海道バーバリアンズを設立し、北海道ラグビーフットボール協会理事長を経て、2019年北海道ラグビーフットボール協会会長。